# Харчова промисловість України
Харчова́ промисло́вість Украї́ни включає в себе понад 40 різноманітних галузей виробництва: борошномельнокруп'яну, цукрову, спиртову, пивоварну, хлібопекарську, кондитерську, молочну, рибну, крохмально-мелясну, лікеро-горілчану, макаронну, м'ясну, олійно-жирову, виноробну, консервну, соляну, овочеву тощо. Крім харчосмакової продукції, Х.п. випускає добрива, комбікорми, тютюнові, косметичні вироби, мило тощо.
Харчова промисловість України — це тисячі великих, середніх і малих підприємств різної форми власності, які виробляють майже 20 % від загального обсягу промислової продукції. Найбільша частина реалізованої продукції — це напої, м'ясні і молочні продукти, тютюнові вироби, хліб і хлібобулочні вироби, жири.
На сучасному етапі розвитку склалося важке економічне становище для всього народного господарства України, і особливо для харчової промисловості, оскільки ця галузь дуже залежить від інших галузей — машинобудівної, хімічної, нафтопереробної — і особливо від платоспроможності населення. Питома вага цієї галузі в структурі виробництва предметів споживання сягає 52,8 %, у загальному обсязі промислової продукції — 16,3 %, а продукції агропромислового комплексу — 33,5 %. Продовольчі товари становлять 68,1 % загального виробництва товарів народного споживання у відпускних цінах, 63 % загального обсягу роздрібного товарообороту та 61,5 % у структурі особистого споживання матеріальних благ населенням країни.
Серед інших країн світу Україна має найбільш сприятливий природний, людський, геополітичний і ресурсний потенціал для розвитку харчової промисловості, раціональне використання якого забезпечило б їй провідне місце на світовому й регіональних продовольчих ринках. Останнім часом розвиток харчової промисловості в Україні характеризується різким зниженням технологічного рівня виробництва, спрацюванням знарядь праці, скороченням обсягів і асортименту продукції, погіршенням її якості, затуханням інвестиційного та інноваційного процесів, витісненням вітчизняних харчових продуктів з внутрішнього й зовнішнього ринків продовольчих товарів, зменшенням обсягів надходження до бюджету та валютних надходжень у країну від експортних операцій галузі. Харчова промисловість — одна з провідних структуроформуючих галузей не лише агропромислового й промислового комплексів, а й усього народного господарства України. За кількістю зайнятих та за обсягом валової продукції харчова промисловість належить до найважливіших галузей господарства у більшості країн світу, і в Україні зокрема. Харчова промисловість має складну структуру. До її складу входить більше 20 галузей, що виробляють як готову продукцію, так і напівфабрикати. Провідними галузями харчової промисловості України є цукрова, м'ясна, молочна, олійно-жирова, плодоовочеконсервна, кондитерська, спиртова, виноробна, соляна. Основними чинниками розміщення галузей є чисельність і густота населення, сировинна база, форми організації виробництва, транспорт, об'єктивними — природні умови та науково-технічний прогрес. Основними факторами її розміщення вважаються сировинний та споживчий. Залежно від дії основних факторів галузі первинної переробки сільськогосподарської сировини поділяють на такі групи:
- орієнтуються на джерела сировини: цукрова, консервна, крохмале-патокова, олійна;
- тяжіють до місць споживання готової продукції: молочна, кондитерська;
- одночасно орієнтуються і на сировину, і на споживача: м'ясна, борошномельно-круп'яна.

Для розміщення харчової промисловості характерною є спеціалізація за стадіями технологічного циклу, коли перші з них наближені до сировини, а подальші — до споживання. Прикладом може служити овочеконсервна галузь: виробництво пульпи з томатів безпосередньо у сільськогосподарському районі та виготовлення з неї пасти, соків у центрі споживання. У виноробстві: первинне та повторне.
У харчовій промисловості України діє 2 000 підприємств. У розпорядженні підприємств галузі 17,4 тис. вантажних автомобілів, 3,4 тис. причепів і напівпричепів, проте більш як 15 % із них перебувають у технічно несправному стані. Загальні по Україні втрати продукції харчової промисловості через це становлять понад 20 %.
Зниження витрат по галузі та збереження якості продукції залежать від розвитку таро-пакувального господарства. А поки що розфасована продукція становить лише 25-30 %, тоді як у країнах з розвиненою ринковою економікою — 80–90 %. Тому невідкладним завданням має бути створення власної промислової і сировинної бази для виготовлення тари й упаковки на підприємствах України.
Понад 200 підприємств харчової промисловості стали партнерами іноземних фірм. Це співробітництво дало змогу освоїти новітні технології, придбати обладнання, потрібну сировину, випускати нові види продукції не нижче європейських стандартів.
За останні роки в харчовій промисловості намітилася тенденція до збільшення обсягу виробництва продукції. Так, за 1999 рік він зріс на 7,8 %. Позитивно вплинули на стабілізацію галузі реструктуризація підприємств та їх адаптація до умов ринкової кон'юнктури.

## До 1913
До початку XIX ст. виробництво харчових продуктів існувало в Україні у вигляді кустарних промислів: млинарства, винокуріння, олійництва, видобутку солі, тютюнництва тощо. Як галузь фабричного виробництва харчова промисловість почала розвиватися у другій половині XIX століття; лише цукрова промисловість зародилася раніше, коли 1824 р. в с. Макошиному на Чернігівщині та в с. Трощині на Київщині побудовано перші цукрові заводи. Зростання міського населення, зокрема великих центрів споживання та будівництво залізниць сприяли розвитку промислового виробництва у млинарстві, олійництві, спирто-пивоварінні. 1913 року харчова промисловість вже була однією з найрозвинутіших галузей промисловості в Україні, що за кількістю великих (цензових) підприємств (51,7 %) посідала перше, а за обсягом валової продукції (927 млн. крб. у цінах 1926–27, або 36,2 %) та кількістю робітників (169 000, або 45,7 %) друге місце. У харчовій промисловості переважало невелике напівкустарне виробництво; з 150 000 харчових підприємств лише 1 635 належало до категорії великих (понад 100 робітників). У галузевій структурі панівне місце належало цукровій промисловості: на 203 цукроварнях України (84 % від усіх заводів Російської імперії) працювали 130 000 робітників (75 % усіх зайнятих у харчовій промисловості) і вироблялося 56,1 % валової продукції в галузі; у цукровій промисловості виникла перша монополія в Україні та взагалі в імперії — синдикат цукрозаводчиків. Друге місце належало борошномельно-круп'яній (18,7 % валової продукції в галузі). Менше розвинені були спиртова та горілчана, олійна, кондитерська, соляна й тютюнова галузі. Інші або перебували в зародковому стані у вигляді кустарних промислів (хлібопекарська, м'ясо-молочна), або взагалі не існували (маргаринова, харчоконцентратна, розлив мінеральних вод тощо). Станом на 1913 рік в асортименті харчових товарів українського виробництва нараховувалося понад 100 назв продуктів, вироблено 1 105 тис. т. цукру-піску (81,3 % від загальноімперського показника), 15,9 млн дал спирту (28,8 %), 1,1 млн т. солі (53,6 %), 30,3 млн бляшанок (умовних) консерв (26,4 %), що йшло на потреби не лише українського ринку, але й інших районів тодішньої держави; частина продукції експортувалася за кордон.

## 1913—1941
Після занепаду за першої світової війни й революції (у 1920 р. ледве 17 % порівняно з 1913) харчова промисловість відновилася за непу. В 1926 році випущено продукції на 1 млрд. крб. (927 млн у 1913).
За доби індустріалізації 1928 — 37 на реконструкцію старих та будівництво нових підприємств харчової промисловості було витрачено понад 1 млрд. крб. капіталовкладень. Разом з цим не тільки модернізовано наявні галузі харчової промисловості, але й створено нові (маслоробну, хлібопекарську, комбікормова, маргаринову тощо) і сконцентровано виробництво: кількість підприємств зменшено до 69 100, в яких працювали 287 000 робітників (1940).
Було побудовано 67 механізованих хлібозаводів, п'ять великих м'ясокомбінатів. У 1932 р. став до ладу Херсонський консервний завод проектною потужністю 128 млн. умовних банок на рік, що набагато перевищувало потужність усієї консервної промисловості дореволюційної Росії. У цукровій промисловості планом першої п'ятирічки передбачалося будівництво 11 нових підприємств. Але згодом виявилося, що сільське господарство не зможе забезпечити її сировиною. У довоєнний період було побудовано три цукрових заводи: Веселоподолянський, Лохвицький і Куп'янський.
На 1940 рік валова продукція харчової промисловості УРСР зросла порівняно з 1913 роком майже в 6 разів, проте частка в загальному обсязі промислової продукції зменшилася з 51,2 % (1913) до 17,6 % і зійшла на друге місце після машинобудування та металообробної промисловості. Питома вага цукрової промисловості знизилася до 14,2 % усієї харчової промисловості (1913 — 56,1 %), спиртової — до 2,1 % (6,4 %) при одночасному зростанні борошномельно-круп'яної до 23,6 % (18,7 %), хлібопекарської — 17,5 % (1913 не було), м'ясної — до 11,4 % (1913 не було) кондитерської — до 8 % (2,9 %) та консервної — до 3 % (0,6 %).
| Вид продукції                                     | 1940  | 1940                | 1960  | 1960               | 1970  | 1970               | 1979  | 1979               |
| Вид продукції                                     | УРСР  | у %. до всього СРСР | УРСР  | У % до всього СРСР | УРСР  | у % до всього СРСР | УРСР  | у % до всього СРСР |
| Цукор-пісок — тис. т                              | 1580  | 73,0                | 3877  | 60,9               | 5973  | 58,4               | 5935  | 55,7               |
| М'ясо (включ. з субпродуктами 1 категорії) тис. т | 299   | 19,9                | 911   | 20,7               | 1565  | 23,3               | 2223  | 23,2               |
| Ковбасні та вуджені вироби — тис. т               | 66,8  | 16,5                | 234,4 | 18,0               | 436,4 | 19,1               | 672,2 | 23,3               |
| Вилов риби, морського звіра, китів — тис. т       | 139,1 | 9,9                 | 543,8 | 15,1               | 847   | 10,8               | 935   | 9,9                |
| Масло — тис. т                                    | 33,3  | 13,2                | 190   | 25,5               | 245,2 | 25,5               | 348,4 | 26,3               |
| Продукція з незбираного молока — тис. т           | 235,8 | 25,0                | 1467  | 17,7               | 3936  | 20,0               | 4740  | 19,0               |
| Сир жирний (включно з бринзою) — тис. т           | 4,9   | 9,2                 | 86,5  | 18,7               | 92,2  | 19,3               | 150,5 | 21,5               |
| Олія — тис. т                                     | 159   | 19,8                | 449,2 | 28,3               | 1071  | 36,5               | 962   | 34,1               |
| Маргарин та компавна-жири — тис. т                | 15,2  | 12,6                | 82,2  | 19,1               | 151,4 | 19,9               | 268,8 | 21,1               |
| Консерви — млн умовних бляшанок                   | 339   | 30,8                | 1160  | 23,8               | 2642  | 24,7               | 3995  | 24,8               |
| Борошно — тис. т                                  | 6887  | 23,7                | 7278  | 20,1               | 7526  | 17,9               | 7503  | 17,4               |
| Макаронні вироби — тис. т.                        | 79,4  | 24,4                | 185,2 | 18,4               | 219,5 | 18,5               | 299,3 | 20,0               |
| Кондитерські вироби — тис. т                      | 191,8 | 24,1                | 357,0 | 20,5               | 601,2 | 20,8               | 794,8 | 21,1               |
| Спирт сирець етиловий — млн дал                   | 26,5  | 29,7                | 38,7  | 36,7               | 56,4  | 35,6               | 66,1  | 34,5               |
| Вино виноградне — млн дал                         | 5,1   | 25,9                | 20,2  | 26,0               | 65,0  | 24,2               | 56,6  | 19,2               |
| Пиво — млн дал                                    | 27,2  | 21,9                | 52,2  | 20,9               | 90,0  | 21,5               | 138,8 | 21,0               |
| Сіль (видобуток) — тис. т                         | 1987  | 45,2                | 3089  | 46,1               | 5093  | 41,1               | 5848  | 40,9               |

## З 1941
Зазнавши руїни за Другої світової війни, харчова промисловість в УРСР була відбудована тільки 1952 року. Наприкінці 50-х років постали нові галузі: виробництво молочних концентратів та безалкогольних напоїв. За останніх десятиліть харчова промисловість розвивалася в напрямку концентрації та модернізації виробництва на діючих та новозбудованих підприємствах. Лише за 1966–75 pp. введено в дію понад 140 і реконструйовано майже 730 заводів, організовано виробництво продуктів дитячого та дієтичного харчування, утворено харчокислотну, ферментну та комбікормову промисловість. Швидке зростання галузей, що переробляють продукцію тваринництва, спричинило зміну галузевої структури харчової промисловості; у 1975 році частка м'ясної промисловості в загальному випуску харчової продукції зросла до 23,5 % (11,4 % у 1940, 17 % у 1963), молочної — до 12,8 % (відповідно 3 % і 10,6 %), рибної — 4,2 % (0,9 % і 2,7 %). Водночас знизилася роль цукрової, борошномельної, хлібопекарської та спиртової промисловості. В 1976 році харчова промисловість виробляла майже чверть ВВП в УРСР. Того року в УРСР діяло майже 2 540 державних підприємств, найбільші з них: цукрові комбінати у Лохвиці (найбільший в СРСР з потужністю 7 600 т виробництва на добу), цукрорафінадні заводи в Сумах і Одесі; м'ясокомбінати в Києві, Дніпропетровську, Харкові, Донецьку, молочні комбінати в Слов'янську, Запоріжжі, спиртові комбінати в Лохвиці й Андрушеві, консервні комбінати у Херсоні та Сімферополі, кондитерська фабрика «Світоч» у Львові та ім. К. Маркса в Києві тощо.
Підприємства харчової промисловості УРСР підпорядковувались союзно-республіканському міністерству харчової, м'ясної та молочної промисловості, рибного господарства, у складі яких утворені аграрно-промислові та виробничі об'єднання.

## Територіальне розташування
Харчова промисловість була розвинута в усіх районах УРСР, хоч і не рівномірно.
Цукрова промисловість зосереджувалась у бурякосійних областях, переважно у Вінницькій, Черкаській, Хмельницькій, Київській та Полтавській (48 % виробництва цукру в Україні в 1977 році) областях; олійна  в Дніпропетровській, Одеській, Запорізькій, Харківській та Луганській областях (65 %).
Підприємства інших галузей харчової промисловості розташовані переважно в місцях споживання.
Галузі харчової промисловості розміщувались нерівномірно, за винятком борошномельної промисловості, що була поширена у всіх районах України. Підприємства цукрової та спиртової промисловостей зосереджувалися переважно на Правобережжі, консервної — на півдні, пром. виробництва вина — на Одещині, в Криму та на Закарпатті; шахтне видобування солі — на Донбасі (Артемівськ, Слов'янськ), Передкарпатті та Закарпатті (Солотвино). Пивоварні, кондитерські та тютюнові фабрики розміщувалися головним чином у Києві, Львові, Харкові, Одесі, Миколаєві. Слабо розвинута була харчова промисловість у промислових осередках Донбасу та Придніпров'я.
Тісний зв'язок сільського господарства з природно-кліматичними умовами зумовлює зональний характер його спеціалізації. Так, у територіальній структурі сільського господарства України виділяються три зональні аграрні комплекси (зони): лісовий (поліський), лісостеповий, степовий; гірські регіони — Карпатський і Кримський, а також позазональні приміські території.
Поліський льоно-, картопле-, тваринницький комплекс займає 19 % площі сільськогосподарських угідь країни. Він сформувався в межах Українського Полісся. Провідною галуззю є м'ясо-молочне скотарство (понад 25 % м'яса і 20 % молока в Україні). Найвища за товарністю галузь — льонарство, (95 % льоноволокна), нижче — картоплярство (48 % товарної картоплі). Крім того, тут виробляється понад 15 % цукрового буряку, понад 6 % товарного зерна, овочі (7 %), а також свинина, м'ясо птахів, яйця, баранина та вовна.
Подальший розвиток поліського комплексу пов'язаний зі спеціалізацією на високоінтенсивному м'ясному і м'ясо-молочному скотарстві.
З цією метою розширюються площі зернобобових культур і багаторічних трав, створюються культурні пасовища. Спеціалізованими галузями тут стали хмелярство, звірівництво, мисливські господарства, а також розведення риби і водоплавних птахів у природних і штучних водоймах.
Лісостеповий буряко-, цукро-, тваринницько-зерновий комплекс займає 35 % площі сільськогосподарських угідь України. Він сформувався в межах лісостепової природної зони.
Провідною галуззю є бурякосіяння (понад 70 % бурякової сировини країни), яке успішно поєднується зі скотарством і хліборобством. Серед зернових культур основні — озима пшениця та кукурудза, менше значення мають ячмінь, жито, просо, гречка, горох, рис. Високотоварною галуззю є також м'ясо-сальне свинарство, менше значення має птахівництво.
Степовий тваринницько-зерново-соняшниково-овочеплодівницький комплекс сформувався в межах степової природної зони України, він охоплює понад 40 % її території. Серед галузей насамперед виділяються скотарство (на півночі  молочно-м'ясне, південніше  м'ясо-молочне), свинарство, вівчарство і птахівництво, тобто на галузі тваринництва припадає близько 60 % товарної продукції України (м'ясо, молоко, вовна, яйця). Тут зосереджені великі площі озимої пшениці, кукурудзи, ярого й озимого ячменю, проса, гороху, рису. Степовий комплекс виробляє близько 55 % усього зерна України. Найвищу товарність мають соняшник, виноград, плодово-ягідні культури. Додатковою галуззю є картоплярство на зрошуваних землях. Враховуючи унікальне сприяння природно-кліматичних умов, тут необхідно розширювати площі багаторічних насаджень персика, абрикоси, яблуні, сливи, груші, черешні.
Гірські регіони Карпат і Криму спеціалізуються на тваринництві (вівчарство і скотарство м'ясо-молочного напряму). У Криму вирощують тютюн, фрукти, овочі, виноград. У Прикарпатті розвинені зернове господарство, картоплярство, хмелярство, у Закарпатті — виноградарство, вирощування тютюну

## Науково-виробнича інтеграція
Проблеми розвитку Харчової промисловості в УРСР досліджували науково-дослідні інститути:
- цукрової, м'ясної та молочної, спиртової та лікеро-горілчаної промисловості;
- проектування підприємств харчової та м'ясо-молочної промисловості, (усі в Києві);
- автоматизації процесів виробництва консервної та овочесушильної промисловості, виноградарства та виноробства (усі в Одесі); харч. та олійно-жирової промисловості (у Харкові) тощо.

Інженерів для харчової промисловості готують інститути: технологічний Х.п. в Києві, харч. та холодильної промисловості і технологічний (обидва в Одесі).